# Worpswede
Worpswede (Plattysk Worpsweed) er en kommune i Landkreis Osterholz i den tyske delstat Niedersachsen, beliggende ved floden Hamme nordøst for Bremen midt i Teufelsmoor og er en statsanerkendt rekreationsby. Landskabsmæssigt er byen præget af den 51 meter høje Weyerberg, der rager op over omgivelserne. De ældste spor af bebyggelse går tilbage til bronzealderen.
Worpswede er kendt for kunstnerkolonien Worpswedemalerkolonien der blev grundlagt i 1889, et bo- og arbejdsfællesskab for kunstnere. Stipendiatstedet Künstlerhäuser Worpswede hørte til 2009 til blandt de største i Tyskland. Worpswede er på grund af de talrige kunstinstitutioner og gallerier, såvel på grund af denstatus som rekreationsby attaktiv for både kunstnere og turister.

## Inddeling
Worpswede er inddelt i de tidligere selvstændige kommuner Worpswede, Waakhausen, Überhamm, Schlußdorf, Mevenstedt, Neu Sankt Jürgen, Hüttenbusch og Ostersode.

## Historie
I det 11. århundrede grundlages et fiskerleje under Klosters Osterholz. Byen er nævnt første gang i 1218.
Under Trediveårskrigen blev Worpswede i 1627 regeret af katolske kejserlige tropper fra Ærkestiftet Bremen. I 1630 overtog svenskerne den militære magt i området omkring Worpswede. I 1648 blev Worpswede underlagt Friedrich von Hessen-Eschwege.
Omkring 1750 iværksatte Jürgen Christian Findorff en kolonisering der var begyndelsen til tørlægningen og opdyrkningen af de omliggende moser.
1. marts 1974 blev de syv omliggende kommuner indlemmet i Worpswede kommune.

## Galleri
- Roselius-Museum
- Bonze des Humors
- Banegården med Moorexpress
- Vindmølle i Ostersode
- Vindmølle
- Hamme ved Worpswede

## Literatur
- Ferdinand Krogmann: Worpswede im Dritten Reich 1933-1945. Donat Verlag, Bremen 2012 ISBN 978-3-938275-89-4
- Björn Bischoff: Worpswede A–Z – das Künstlerdorf. Aschenbeck Media, Bremen 2011, 2. Aufl., ISBN 978-3-941624-60-3.
- Jürgen Teumer: Spaziergänge in Worpswede. Schünemann-Verlag, Bremen 2007, 2. Aufl., ISBN 978-3-7961-1894-4.
- Jürgen Teumer: Friedhof und Kirche in Worpswede. Ein Rundgang durch Gegenwart und Vergangenheit. Landschaftsverband Stade, Stade 2007, ISBN 978-3-931879-32-7.
- Peter Groth: Martha Vogelers Haus im Schluh. Worpsweder Verlag, Lilienthal 1995, ISBN 3-89299-139-1.
- Bernd Küster: Das Barkenhoff-Buch. Worpsweder Verlag, Lilienthal 1989, ISBN 3-922516-86-6.
- Helmut Stelljes: Worpsweder Almanach. Dichtung, Erzählung, Dokumente. Schünemann Verlag, Bremen 1989, ISBN 3-7961-1798-8.
- Bettina Vaupel: Weites Land für große Kunst; Bernhard Hoetger in Worpswede und Bremen. MONUMENTE 09/125; S. 8–15 (ISSN 0941-7125).
- Friederike Schmidt-Möbus: Worpswede. Leben in einer Künstlerkolonie. Reclam, Stuttgart 2012, ISBN 978-3-15-010744-7